# 山崎惠理
山崎惠理（1997年11月20日—）是日本女性聲優、歌手。千葉縣出身。隷屬於Horipro。

## 經歷
2011年參加著名的「ホリプロタレントスカウトキャラバン」選秀會，並在1萬2745名參賽者中淘汰到最後10名決選。雖然最後並未取得后冠，但還是被Horipro簽下來。
2013年首次配音主要角色，「武士弗拉明戈」中的「森田萌」。
2014年秋天在King Records與木戶衣吹組成團體「every♥ing!」出道。
2016年3月10日高中畢業。
2017年2月12日，every♥ing!宣布將於同年11月停止活動。
2017年8月13日受木棉花國際邀請至第十八屆漫畫博覽會，以「機甲少女Frame Arms Girl」中的茉汀莉安姊妹來臺。
2017年11月26日「every♥ing!」解散。
2019年9月11日以「Erii」名義發行第一張單曲「Cherii♡」。

## 人物
興趣是彈鋼琴、鼓，狗，英文，特技方面古典芭蕾，舞蹈。

## 演出作品
※粗體字表示說明飾演的主要角色。

### 電視動畫
2013年
- 果然我的青春戀愛喜劇搞錯了。（仁美）
- 武士弗拉明戈（森田萌[8]）

2014年
- Pupa（填充玩具）
- 世界征服 謀略之星（機器子[9]）
- 羅德斯島戰記外傳（日语：召しませロードス島戦記 〜それっておいしいの?〜）（エト[10]）
- 犬神同學和貓山同學（鳥飼雲雀、女學生A、店員A[11]）
- GLASSLIP（游泳部部員B）
- 月刊少女野崎君（女生）
- マルタの冒険（ムー[12]）

2015年
- 靈感少女（小川真琴[13]）
- 俺物語！！（女生1、女學生2）
- 無頭騎士異聞錄 DuRaRaRa!!×2 承（加奈）
- Dance with Devils（女生）#2
- 果然我的青春戀愛喜劇搞錯了。續（仁美）

2016年
- 無頭騎士異聞錄 DuRaRaRa!!×2 結（加奈）
- 房東妹子青春期（宮村雪[14]）
- 魔法護士小麥R（西園寺心菜[15]）
- 麵包日常！（逢澤優）

2017年
- 喵咪days（西[16]）
- Frame Arms Girl 骨裝機娘（瑪蒂莉雅 白[17]、瑪蒂莉雅 黑[17]）
- 動作女英雄啦啦水果（黃瀨美甘[18]）

### 動畫電影
2015年
- 女神異聞錄3 劇場版（2015年、學生C）

2016年
- POP IN Q（蕾咪[19]）

2019年
- 劇場版 機甲少女 Frame Arms Girl（茉汀莉安姊妹）

### 廣播劇CD
- エビアンワンダーREACT（日语：エビアンワンダー）（兒童、村人）＊漫畫“エビアンワンダー”特別附錄廣播劇CD

### 遊戲
2013年
- 機巧少女不會受傷 Facing "Burnt Red"（C-27型N式[20]）

2014年
- 我家公主最可愛（氣弱姬 ティービー・テイル）
- *ω*Quintet（日语：オメガクインテット）（アリア[21]）
- 東京 7th sisters（玉坂真琴[22]）
- 巫女之社（橋本姬子[23]）

2015年
- 英雄傳說 空之軌跡 FC Evolution（リラ[24]）
- 家電少女（真白[25]、ローラ、こまめ[26]）
- 超銀河艦隊（イルマ・ミオ[27]）
- 嫁コレ（小川真琴）

2016年
- 秋葉原妄想物語（百瀨莉由[28]）

2019年
- 少女前線（MP-448、RT-20）

## 音樂

### 單曲
|            | 發售日期       | 標題                     | 商品編碼                                  | 商品編碼                                  | 最高排名 |
| 初回限定盤 | 發售日期       | 標題                     | 通常盤                                    |                                           | 最高排名 |
| ---------- | -------------- | ------------------------ | ----------------------------------------- | ----------------------------------------- | -------- |
| 1st        | 2017年4月19日  | 十代交響曲               | COZC-1310/1                               | COCC-17258                                | 29位     |
| 2nd        | 2018年8月22日  | Starlight                | COZC-1468/9                               | COCC-17487                                | 31位     |
| 3rd        | 2019年2月27日  | Last Promise             | COZC-1512/3                               | COCC-17565                                | 24位     |
| Erii       |                |                          |                                           |                                           |          |
| 1st        | 2019年9月11日  | Cherii♡                  | CERI-0001                                 | CERI-0001                                 | 不適用   |
| 2nd        | 2019年11月20日 | Remember me?             | CERI-0002                                 | CERI-0002                                 | 不適用   |
| 3rd        | 2020年9月30日  | 恋ゴコロ                 | CERI-0003A（通常盤） CERI-0003B（漫畫盤） | CERI-0003A（通常盤） CERI-0003B（漫畫盤） | 26位     |
| 4th        | 2021年5月26日  | レースと日向とマキアート | CERI-0004                                 | CERI-0004                                 | 不適用   |
| 5th        | 2021年12月8日  | 月の秒針                 | CERI-0005                                 | CERI-0005                                 | 36位     |
| 6th        | 2023年1月25日  | Adore me                 | CERI-6001A（通常盤） CERI-6001B（動畫盤） | CERI-6001A（通常盤） CERI-6001B（動畫盤） | 19位     |
| 7th        | 2023年8月9日   | トキメキズム             | CERI-6002                                 | CERI-6002                                 | 21位     |

### 網路配信
| 發售日期      | 標題                     |
| ------------- | ------------------------ |
| 2024年9月13日 | ニメンセイ・パペッティア |

### 專輯
|            | 發售日期       | 標題               | 商品編碼    | 商品編碼   | 最高排名 |
| 初回限定盤 | 發售日期       | 標題               | 通常盤      |            | 最高排名 |
| ---------- | -------------- | ------------------ | ----------- | ---------- | -------- |
| 1st        | 2016年11月16日 | 全部、君のせいだ。 | COZX-1254/5 | COCX-39738 | 33位     |
| 2nd        | 2018年11月21日 | 夜明けのシンデレラ | COZX-1491/2 | COCX-40578 | 35位     |

### 音樂合作
| 樂曲         | 音樂合作一覽                                            | 時期   |
| ------------ | ------------------------------------------------------- | ------ |
| Starlight    | 電視動畫『昴宿七星』片尾曲                              | 2018年 |
| Last Promise | 電視動畫『約會大作戰Ⅲ』片尾曲                           | 2019年 |
| Adore me     | 電視動畫『真·進化果實～不知不覺踏上勝利的人生～』片尾曲 | 2023年 |

### 角色歌
在every♥ing!中活動时以组合名义发行的作品詳細請参照every♥ing!
| 發行日期 | 標題 | 名義 | 曲名                                                                   | 商業搭配                                   |
| 2013年   | 2013年 | 2013年 | 2013年                                                                 | 2013年                                     |
| -------- | --- | --- | ---------------------------------------------------------------------- | ------------------------------------------ |
| 12月4日  | | 礦物質★奇蹟★繆斯［真野茉莉（戶松遙）、三澤瑞希（M・A・O）、森田萌（山崎惠理）］ | 「」 「」                                                              | 電視動畫『武士弗拉明戈』片尾曲             |
| 2014年   | | |                                                                        |                                            |
| 2月26日  | | 礦物質★奇蹟★繆斯［真野茉莉（戶松遙）、三澤瑞希（M・A・O）、森田萌（山崎惠理）］ | 「」                                                                   | 電視動畫『武士弗拉明戈』劇中歌             |
| 3月5日   | | 礦物質★奇蹟★繆斯［真野茉莉（戶松遙）、三澤瑞希（M・A・O）、森田萌（山崎惠理）］ | 「」                                                                   | 電視動畫『武士弗拉明戈』片尾曲             |
| 3月5日   | 「」 「」 「」 | 礦物質★奇蹟★繆斯［真野茉莉（戶松遙）、三澤瑞希（M・A・O）、森田萌（山崎惠理）］ | 電視動畫『武士弗拉明戈』收錄曲                                         |                                            |
| 4月23日  | | 機器子（山崎惠理） | 電視動畫『武士弗拉明戈』收錄曲                                         | 「」                                       |
| 5月28日  | | 鳥飼雲雀（山崎惠理）、猿飛空（長弘翔子） | 電視動畫『武士弗拉明戈』收錄曲                                         | 「」                                       |
| 10月22日 | PROMiSED ViSION/Good bye & Good luck | *ω*Quintet［オトハ（飯田里穗）、キョウカ（田邊留依）、アリア（山崎惠理）、カナデコ（豐田萌繪）、ネネ（水瀨祈）］ | 「PROMiSED ViSION」 「Good bye & Good luck」                           | 遊戲『*ω*Quintet』主題曲                   |
| 12月10日 | *ω*Quintet PV SONGS | *ω*Quintet［オトハ（飯田里穗）、キョウカ（田邊留依）、アリア（山崎惠理）、カナデコ（豐田萌繪）、ネネ（水瀨祈）］ | 「Inchoate voice」 「Eureka」「MOVE*MENTER」 「」 「Complex:CRESCENT」 | 遊戲『*ω*Quintet』收錄曲                   |
| 12月10日 | *ω*Quintet PV SONGS | アリア（山崎惠理） | 「Complex:CRESCENT」                                                   | 遊戲『*ω*Quintet』收錄曲                   |
| 2015年   | | |                                                                        |                                            |
| 5月20日  | | 天海響（木戶衣吹）、井上成美（伊藤美來）、上原佳奈（飯田里穗）、江角京子（M・A・O）、小川真琴（山崎惠理） | 「」                                                                   | 電視動畫『靈感少女』收錄曲                 |
| 5月20日  | | 天海響（木戶衣吹）、井上成美（伊藤美來）、上原佳奈（飯田里穗）、江角京子（M・A・O）、小川真琴（山崎惠理） | 「」                                                                   | 電視動畫『靈感少女』收錄曲                 |
| 5月20日  | | 小川真琴（山崎惠理） | 「」                                                                   | 電視動畫『靈感少女』收錄曲                 |
| 7月15日  | | アホの山田とレーカン!5人娘天海響［天海響（木戶衣吹）、井上成美（伊藤美來）、上原佳奈（飯田里穗）、江角京子（M・A・O）、小川真琴（山崎惠理）、山田健太（山谷祥生）］ | 「」                                                                   | 電視動畫『靈感少女』收錄曲                 |
| 9月16日  | | 天海響（木戶衣吹）、井上成美（伊藤美來）、上原佳奈（飯田里穗）、江角京子（M・A・O）、小川真琴（山崎惠理）、山田健太（山谷祥生）、代答武士（川原慶久）、廁所的花子（井澤美香子）、變態貓（くじら）、メリーさん（松井惠理子）、コギャル霊（内田彩）、顔なし霊（木野雙葉） | 「」                                                                   | 電視動畫『靈感少女』收錄曲                 |
| 2016年   | | |                                                                        |                                            |
| 1月27日  | Ready Go!! | ［吉田小麦（巴奎依）、西園寺ここな（山崎惠理）、如月ツカサ（小市眞琴）］ | 「Ready Go!!」                                                         | 電視動畫『魔法護士小麥R』片頭曲            |
| 1月27日  | Ready Go!! | ［吉田小麦（巴奎依）、西園寺ここな（山崎惠理）、如月ツカサ（小市眞琴）］ | 「Starlight Start」                                                    | 電視動畫『魔法護士小麥R』插曲              |
| 3月2日   | 电视动画『魔法護士小麥R』原声集&角色歌集 | 西園寺ここな（山崎エリイ） | 「Be Free!」                                                           | 電視動畫『魔法護士小麥R』插曲              |
| 3月2日   | 电视动画『魔法護士小麥R』原声集&角色歌集 | ［吉田小麦（巴奎依）、西園寺ここな（山崎惠理）、如月ツカサ（小市眞琴）］ | 「Break your chains」                                                  | 電視動畫『魔法護士小麥R』插曲              |
| 2017年   | | |                                                                        |                                            |
| 5月24日  | FULLSCRATCH LOVE | [マテリア姉妹（山崎エリイ）、スティレット（綾瀬有）] | 「FULLSCRATCH LOVE(Version 3)」                                        | 电视动画『机甲少女 FRAME ARMS GIRL』片尾曲 |
| 6月21日  | FRAME ARMS GIRL 音乐专辑 | [迅雷（樺山南）、轟雷（佳穂成美）、スティレット（綾瀨有）、バーゼラルド（長江里加）、マテリア姉妹（山崎惠理）] | 「FULLSCRATCH LOVE(Version 4)」                                        | 电视动画『机甲少女 FRAME ARMS GIRL』片尾曲 |
| 6月21日  | FRAME ARMS GIRL 音乐专辑 | [アーキテクト（山村響）、轟雷（佳穂成美）、スティレット（綾瀨有）、バーゼラルド（長江里加）、マテリア姉妹（山崎惠理）、迅雷（樺山南）] | 「FULLSCRATCH LOVE(Version 5)」                                        | 电视动画『机甲少女 FRAME ARMS GIRL』片尾曲 |
| 6月21日  | FRAME ARMS GIRL 音乐专辑 | [バーゼラルド（長江里加）、マテリア姉妹（山崎惠理）] | 「FULLSCRATCH LOVE(Version 6)」                                        | 电视动画『机甲少女 FRAME ARMS GIRL』片尾曲 |
| 6月28日  | FRAME ARMS GIRL 音乐专辑 | マテリア姉妹（山崎惠理）、フレズヴェルク（阿部里果） | 「いさよいの満月」 「My precious…(Long Version)」                      | 电视动画『机甲少女 FRAME ARMS GIRL』关联曲 |
| 6月28日  | FRAME ARMS GIRL 音乐专辑 | [フレズヴェルク（阿部里果）、轟雷（佳穂成美）、スティレット（綾瀨有）、バーゼラルド（長江里加）、マテリア姉妹（山崎惠理）、迅雷（樺山南）、アーキテクト（山村響）] | 「FULLSCRATCH LOVE(Version 7)」                                        | 电视动画『机甲少女 FRAME ARMS GIRL』片尾曲 |
| 6月28日  | FRAME ARMS GIRL 音乐专辑 | [轟雷（佳穂成美）、スティレット（綾瀨有）、バーゼラルド（長江里加）、マテリア姉妹（山崎惠理）、迅雷（樺山南）、アーキテクト（山村響）] | 「FULLSCRATCH LOVE(Version 9)」                                        | 电视动画『机甲少女 FRAME ARMS GIRL』片尾曲 |
| 7月5日   | FRAME ARMS GIRL 音乐专辑 | [轟雷（佳穂成美）、スティレット（綾瀨有）、バーゼラルド（長江里加）、マテリア姉妹（山崎惠理）、迅雷（樺山南）、アーキテクト（山村響）、フレズヴェルク（阿部里果）、源内あお（日笠陽子）]                                                                                | 「FULLSCRATCH LOVE(Special Version)」                                  | 电视动画『机甲少女 FRAME ARMS GIRL』片尾曲 |
| 8月2日   | | [城ヶ根御前（M・A・O）、赤来杏（伊藤美来）、黒酒路子（村川梨衣）、黄瀬美甘（山崎惠理）、緑川末那（廣瀨有紀）、青山勇気・元気（石田晴香）、桃井はつり（豐田萌繪）、紫村果音（白石晴香）]                                                                                 | 「」                                                                   | 电视动画『動作女主 水果應援團』片头曲      |
| 8月31日  | 魔法使與黑貓維茲 4th Anniversary Original Soundtrack | ルルベル（巽悠衣子）、ミィア（田中爱美）、ウリシラ（山崎惠理）、イーディス（嶋村侑）、カナメ（高橋李依）、クルス（村濑歩） | 「」                                                                   | 游戏『魔法使與黑貓維茲』关联曲             |
| 9月6日   | | トキメキ感謝祭 featuring 紫村果音（白石晴香）、赤来杏（伊藤美来）、黄瀬美甘（山崎惠理） | 「」                                                                   | 电视动画『動作女主 水果應援團』片尾曲      |
| 9月6日   | トキメキ感謝祭 featuring 赤来杏（伊藤美来）、黄瀬美甘（山崎惠理）、黒酒路子（村川梨衣） | 「」 |                                                                        | 电视动画『動作女主 水果應援團』片尾曲      |
| 9月27日  | | 黄瀬美甘（山崎惠理） | 「More Smile」                                                         | 电视动画『動作女主 水果應援團』关联曲      |
| 9月27日  | トキメキ感謝祭 featuring 黄瀬美甘（山崎惠理）、黒酒路子（村川梨衣）、紫村果音（白石晴香） | 「陽の当たる場所（Mikan Main Version）」 | 电视动画『動作女主 水果應援團』片尾曲                                  |                                            |
| 10月18日 | | トキメキ感謝祭 featuring 赤来杏（伊藤美来）、黄瀬美甘（山崎惠理）、緑川末那（廣瀨有紀）、青山勇気（石田晴香）、桃井はつり（豐田萌繪） | 电视动画『動作女主 水果應援團』片尾曲                                  | 「陽の当たる場所（Hinanectar Version）」   |
| 10月18日 | トキメキ感謝祭 [城ヶ根御前（M・A・O）、赤来杏（伊藤美来）、黒酒路子（村川梨衣）、黄瀬美甘（山崎惠理）、緑川末那（廣瀨有紀）、青山勇気・元気（石田晴香）、桃井はつり（豐田萌繪）、紫村果音（白石晴香）] | 「陽の当たる場所（Special Version）」 | 电视动画『動作女主 水果應援團』片尾曲                                  |                                            |
| 11月8日  | トキメキ感謝祭 [城ヶ根御前（M・A・O）、赤来杏（伊藤美来）、黒酒路子（村川梨衣）、黄瀬美甘（山崎惠理）、緑川末那（廣瀨有紀）、青山勇気・元気（石田晴香）、桃井はつり（豐田萌繪）、紫村果音（白石晴香）] | 『動作女主 水果應援團』BD第二卷特典CD | 「LOVE DIVE」                                                          | 电视动画『動作女主 水果應援團』插曲        |
| 2018年   | | |                                                                        |                                            |
| 4月25日  | | Ci+LUS [玉坂マコト（山崎エリイ）、折笠アユム（田中美海）] | 「シトラスは片想い」 「アイコトバ」                                    | 游戏『东京七姐妹』关联曲                   |
| 2019年   | | |                                                                        |                                            |
| 3月20日  | TRICK | Ci+LUS [玉坂マコト（山崎エリイ）、折笠アユム（田中美海）] | 「TRICK」 「空色スキップ」                                             | 游戏『东京七姐妹』关联曲                   |
| 7月24日  | | [フレズヴェルク（阿部里果）、轟雷（佳穂成美）、スティレット（綾瀬有）、バーゼラルド（長江里加）、マテリア姉妹（山崎惠理）、迅雷（樺山南）、アーキテクト（山村響）] | 「満場一致LOVE ENERGY」                                                | 剧场版『機甲少女 Frame Arms Girl』插曲     |
| 7月24日  | マテリア姉妹（山崎惠理） | 剧场版『機甲少女 Frame Arms Girl』关联曲 | 「満場一致LOVE ENERGY」                                                |                                            |

## 註解
1. ↑  . 木戸衣吹オフィシャルブログ「おやすみ いぶきんぐ先生」. 2014-06-01  [2016-01-24]. （原始内容存档于2016-02-01） （日语）.
2. ↑  . 山崎惠理個人blog. 2016-03-11  [2016-03-11]. （原始内容存档于2016-03-12） （日语）.
3. ↑  . every♥ing!官方網站. 2017-02-12  [2017-02-12]. （原始内容存档于2017-02-12） （日语）.
4. ↑  . 【漫博 17】木棉花邀請《機甲少女》聲優 山崎惠理與阿部里果來台參與簽名會活動. 2017-06-23  [2017-06-23]. （原始内容存档于2017-06-23）.
5. ↑  . every♥ing!官方網站. 2017-09-14  [2017-09-27]. （原始内容存档于2017-09-27） （日语）.
6. ↑  . 山崎惠理部落格. 2017-11-27  [2017-11-30]. （原始内容存档于2021-12-02） （日语）.
7. ↑  . Erii「Cherii♡」 1コーラスver. 2019-09-17  [2019-09-20]. （原始内容存档于2019-12-31）.
8. ↑  . 武士弗拉明戈官方網站.   [2016-01-24]. （原始内容存档于2016-01-24） （日语）.
9. ↑  . 世界征服 謀略之星官方網站.   [2016-01-24]. （原始内容存档于2016-01-12） （日语）.
10. ↑  . 召しませロードス島戦記 〜それっておいしいの?〜官方網站.   [2016-01-24]. （原始内容存档于2014-06-30） （日语）.
11. ↑  . 犬神同學和貓山同學官方網站.   [2016-01-24]. （原始内容存档于2016-02-07） （日语）.
12. ↑  . マルタの冒険官方網站.   [2016-01-24]. （原始内容存档于2016-01-19） （日语）.
13. ↑  . 靈感少女官方網站.   [2016-01-24]. （原始内容存档于2016-02-25） （日语）.
14. ↑  . 房東妹子青春期官方網站.   [2016-01-24]. （原始内容存档于2016-01-26） （日语）.
15. ↑  . 魔法護士小麥R 官方網站.   [2016-01-24]. （原始内容存档于2016-01-20） （日语）.
16. ↑  . コミックナタリー. 2016-11-26  [2016-11-26]. （原始内容存档于2016-11-26） （日语）.
17. 1 2  . Akiba總研. 2017-02-08  [2017-02-08]. （原始内容存档于2017-02-11） （日语）.
18. ↑  . TBS電視台.   [2025-08-05] （日语）.
19. ↑  . 劇場アニメ「ポッピンQ」公式サイト.   [2016-11-28]. （原始内容存档于2016-03-27） （日语）.
20. ↑  . 機巧少女不會受傷 Facing "Burnt Red"官方網站.   [2016-01-24]. （原始内容存档于2013-11-08） （日语）.
21. ↑  . *ω*Quintet官方網站.   [2016-01-24]. （原始内容存档于2016-01-03） （日语）.
22. ↑  . 東京 7th sisters官方網站.   [2016-01-24]. （原始内容存档于2015-02-06） （日语）.
23. ↑  . 巫女之森官方網站.   [2016-01-24]. （原始内容存档于2014-06-07） （日语）.
24. ↑  . 英雄傳說 空之軌跡 FC Evolution官方網站.   [2016-01-24]. （原始内容存档于2016-03-10） （日语）.
25. ↑  . 電撃オンライン.   [2016-01-24]. （原始内容存档于2015-04-28） （日语）.
26. ↑  . 電撃オンライン.   [2016-01-24]. （原始内容存档于2015-04-03） （日语）.
27. ↑  . 超銀河艦隊官方網站.   [2016-01-24]. （原始内容存档于2016-01-26） （日语）.
28. ↑  . 秋葉原妄想物語官方網站.   [2017-01-03]. （原始内容存档于2016-12-30） （日语）.

## 外部連結
- 山崎惠理官方網站  （页面存档备份，存于）（日語）
- 山崎惠理個人blog （页面存档备份，存于）（日語）
- every♡ing!官方網站 （页面存档备份，存于）（日語）
- 山崎惠理的X（前Twitter）（日語）
- 山崎惠理的Instagram帳戶（日語）